# Döbling (Wien)
Döbling ( [ˈdøːblɪŋ] ?) er den 19. af Wiens 23 bydele (Bezirke).
48°15′58″N 16°19′23″Ø / 48.266°N 16.323°Ø